# 최외득

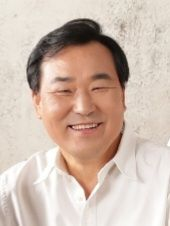

최외득(1964년 ~ )은 대한민국의 시인, 소설가, 문학평론가이다. 경상북도 포항에서 태어나 한국방송대 국어국문학과를 졸업하였다. 작가는 월간 "신춘문예" 신인문학상에 시〈부랑아〉외 4편, "문학저널" 신인문학상에 소설〈막장〉, 월간 "순수문학"에 문학평론이 당선 되어 문단에 나왔다. 저서로는 시집《껍질을 가진 나무는 얼지 않는다》,《반듯한 보도블록》, 《행복한 하루 살기》, 소설집《월식인간》등이 있다. 현재 사단법인 한국문인협회 사무총장으로 활동하고 있다.

## 약력
- 2007년 - 2008년 월간신춘문예 서울시부지부장 역임
- 2007년 - 2016년 한국노총 산별노조 한국공무원노동조합연맹 제1대,제2대,제3대 사무처장 당선
- 2009년 - 2010년 사단법인 종로문인협회 사무차장 역임
- 2009년 - 2021년 명동문학 편집국장 역임
- 2010년 - 2018년 한국순수문학인협회 상임이사 역임
- 2011년 - 2015년 사단법인 한국문인협회 제25대 편집위원 역임
- 2011년 - 2013년 종로문인협회 편집부장 역임
- 2012년 - 2013년 문학저널 문인회 제7대 이사 역임
- 2012년 - 2016년 문학과학통섭포럼 본부 이사 역임
- 2013년 - 2017년 문학저널 문인회 제8대, 제9대 사무차장 역임
- 2014년 - 2015년 종로문인협회 이사 역임
- 2015년 - 2018년 한국문인협회 제26대 편집위원 역임
- 2015년 - 현재 계간문예작가회 이사 재임 중
- 2015년 - 2016년 사단법인 한국소설가협회 이사 선출 선거관리위원 역임
- 2017년 - 2018년 한국소설가협회 이사 선출 선거관리위원 역임
- 2018년 - 2019년 문학저널 문인회 제10대 이사 역임
- 2019년 - 2023년 한국문인협회 제27대 편집위원 역임
- 2019년 - 2019년 한국소설가협회 정관 개정 선거관리위원 역임
- 2020년 - 2020년 한국소설가협회 직선제 이사장 선출 선거관리위원 역임
- 2020년 - 2021년 문학저널 문인회 제11대 부회장 역임
- 2020년 - 2024년 한국소설가협회 교육위원 역임
- 2020년 - 현재 계간문학저널 편집위원 재임 중
- 2022년 - 2023년 문학저널문인회 제12대 수석부회장 역임
- 2023년 - 현재 한국문인협회 사무총장 재임 중
- 2024년 - 현재 문학저널문인회 제13대 회장 재임 중
- 2024년 - 현재 한국소설가협회 이사 당선, 재임 중
- 2024년 - 2024년 제13회 녹색문학상 운영위원 역임
- 2025년 - 2025년 제14회 녹색문학상 운영위원

## 저서

### 시집
- 《껍질을 가진 나무는 얼지 않는다》(순수문학사, 2009) ISBN 10-8991695701
- 《반듯한 보도블록》(순수문학사, 2013) SBN 9788994715698
- 《행복한 하루 살기》(월간문학출판부, 2014) ISBN 10-8961382470

### 소설집
- 《월식 인간》(도화, 2018) ISBN 9791186644607

### e북
- 《은하수/아내가 바뀌었다/까마귀 운다》(서가의나날, 2025) ISBN 9791198874580

### 오디오북
- 《월식 인간》2024.12.11|MP3|175.02MB

### 공저
- 《아날로그》(신춘문예출판사, 2007) ISBN-10 : 8992905114
- 《점심시간에 읽는 시》(신춘문예출판사, 2008) ISBN-10 : 8992905122
- 《색다른 노을》(순수문학사, 2010)ISBN 89-91695-67-1
- 《아름다운 유죄》(순수문학사, 2011)ISBN 89-94715-16-9
- 《열려 있는 아침》(순수문학사, 2012)ISBN 89-94715-67-3
- 《별을 보며》(엠아이지, 2013)ISBN 978-89-97410-15-6
- 《흐르는 강물처럼》(엠아이지, 2013)ISBN 978-89-97410-26-2
- 《구슬을 꿰는 시간》(도서출판 순수, 2014)ISBN 978-89-94715-91-9
- 《깃발 하나가 흔들린다》(순수문학출판사, 2014)ISBN 979-11-86171-03-5
- 《등불이 되어 빛나리》(엠아이지, 2014)SBN 978-89-97410-46-0
- 《목전에서 맴도는 나지막한 그리움》(순수문학사, 2016)SBN 979-11-86171-26-4
- 《담쟁이의 독백》(순수문학사, 2016)ISBN 979-11-86171-52-3
- 《세월의 바람, 풀꽃 흔들며》(순수문학사, 2023)ISBN 979-11-91153-52-1
- 《시작이 반이다, 다시 시작이다》(순수문학사, 2024)ISBN 979-11-91153-71-2

## 수상 경력
- 월간신춘문예 신인문학상
- 문학저널 신인문학상
- 월간순수문학 신인문학상
- 한국노동조합총연맹 위원장 표창
- 행정안전부장관 표창
- 사단법인 충효예실천운동본부 표창
- 지구촌재능나눔봉사인 대상
- 제15회〈영랑문학상〉
- 제 2회〈무궁화문학상〉
- 제10회〈한국문협서울시문학상(소설부문)〉
- 2021년〈문학저널창작문학상(소설부문)〉
- 2023년〈옥조근정훈장〉

## 최외득의 작품론
- 달빛 길 평론

▣ 정연수(문학박사, 강릉대 교수, 문학평론가)

마른 뽕나무 일장검으로 정월 보름 달빛에 기개 높은 어린 병정들/ 어머니는 장에 갈 무명적삼 다듬질이면/ 염장을 기다리는 고등어 붉은 살결처럼 달빛에 간질거리는 누이의 속가슴은 어떨까// 밑 터진 것을 입고 사는 누이가 입을 벌리고 달을 들이마신다지/ 물이 담긴 항아리 속에서 예전에 그달을 본 적이 있는지 몰라//

카페에 달이 떴다/ 손톱으로 기타를 물어뜯는 여가수가 둥근 분화구에서 미닫이를 열 때마다/ 분신을 남기고 떠난 비의 바다가 누님 가슴에 꽃 멍울이 되어 운다/ 일생 수줍은 열여덟으로 보름달을 품고 산다는 게 어땠을까/ 모르지만, 항아리 속눈물이 두고두고 묽었으리라(달빛 길 전문)

시인 존 드라이든은 "이미지를 만든다는 것은 그 자체로 시의 생명이자 장점"이라고 했다. [달빛 길]에 쓰인 오브제를 보면 달, 어머니, 누이, 다듬질, 항아리 등 둥근 이미지로 가득하다. 둥근 이미지를 비롯하여 달 이미지, 물 이미지를 첨가하여 삶의 서정을 뭉클하게 만든다. 이 시에서 강렬하게 풍기는 초현실적 이미지는 앞으로 최외득 시인의 시적 발전을 한 차원 높여 줘 새로운 세계를 열어갈 것이다. 에릭 D 허쉬는 <문학의 해석론>에서 문학의 예술적 특성을 이렇게 말했다. "문학으로서의 문학이란 말이 예술로서의 문학이란 말과 같다. 이 원리는 다른 형식의 글과 구분해 주는 독특한 근본적인 특질이 문학의 예술적 특성이라는 것을 말해 주는 것이다. 문학의 본질은 예술이다. 따라서 심미적 탐구는 본질적인 것이며 특권적이다." 심미적 탐구를 통해 세상에 드러낸 [달빛 길]은 허쉬가 얘기한 시의 예술성을 잘 드러낸 수작이다.

- 시평론

▣ 김우종(한국문학평론가협회 명예회장, 덕성여대 및 경희대 교수 역임)

투쟁과 평화는 상반되는 개념이다. 어둠이 있기 때문에 밝음이라는 개념이 성립되듯이 투쟁이 있기 때문에 평화라는 말이 있다. 치고 박고 죽이는 짓을 그만 두었다는 전제하에 조용한 상태가 평화이지 처음부터 누구도 서로 싸움질을 하지 않아서 싸움이 무엇인지도 모른다면 평화라는 개념도 성립되지 않는다.

삶과 죽음을 갈라 놓는 국가 간의 갈등과 대립은 투쟁이라기보다는 전쟁이라고 한다. 그리고 전쟁이 끝나고 총 소리가 그치고 살아남은 자들이 고향으로 다시 돌아와서 가족과 함께 시작하는 행복한 삶을 우리는 평화라고 한다. 그러니까 투쟁과 평화는 서로 뗄 수 없는 이쪽과 저쪽의 동전의 개념이다.

최외득의 시세계도 그렇게 보는 것이 옳은 것이다.

<만남의 광장에서> <마지막 집> <어느 공간에서> <마구마구> <서투른 투쟁> 등은 한 때 그가 살았던 노동운동가의 삶이 읽혀진다. 그리고 이런 소재가 아니라도 <힘> <맞바람> <고운 일> 등의 작품에서는 투쟁이라는 개념이 읽혀진다.

바깥 바람이 무섭더냐/ 마음 안에서 부는 바람이 더한 두려움이다//

흔들리며 살아서 고달프다면/ 저 들판에 꽃인들 며칠을 살겠는가//

우리에겐 좋은 뿌리를 가지지 않았더냐/ 두 팔을 벌리면 큰 의지가 되는데//

우리여 벼랑에 선 나무가 될 텐가/ 우리가 바람 잡는 숲이 될터인가.

(맞바람) 중에서

이 시가 말하는 삶은 평화가 아니라 투쟁이다. '저 들판에 꽃인들 며칠을 살겠는가' 했듯이 우리들의 일상도 전쟁터가 아니라도 들판의 꽃잎처럼 항상 생명의 위협 속에서 도전 받으며 살고 있다. 그리고 그 풀잎들이 모진 바람을 견디듯이 우리들도 싸우며 살고 있다. 그 싸움은 노동판에서 가장 많이 주장하는 임금인상만이 아니라 누구나 사람답게 가치 있는 삶을 누리기 위해서는 싸우지 않을 수 없다. 그리고 그 싸움에서 이기는 방법이 무엇인지를 이렇게 말하고 있다.

새싹이/ 땅을 뚫고 맑게 솟는다// 

제군에/ 제아무리 단단한들//

네 가진 여린 마음에/ 녹아서//

네 앞에서/ 그리/ 틈을 내고 마는 것을. (힘) 중에서

작자가 문학 속에서 말하는 싸움은 이것이다. 온 겨우내 꽁꽁 얼어붙고 굳었던 땅을 뚫고 나올 수 있는 힘은 그보다 더 단단한 삽과 곡괭이보다는 여린 새싹 같은 것이라고. 그에게는 굳은 땅이 스스로 틈을 내 주기 때문이다.

## 주요 기사
- http://www.yonhapnews.co.kr/bulletin/2018/10/10/0200000000AKR20181010061000005.HTML?input=1195m 연합뉴스
- http://www.hani.co.kr/arti/society/ngo/865293.html 한겨레
- http://view.asiae.co.kr/news/view.htm?idxno=2018101011005846877 아시아경제
- http://munhaknews.com/?p=20712 문학뉴스
- http://www.upinews.kr/news/newsview.php?ncode=1065589453207089 보관됨 2018-10-19 - 웨이백 머신 UPI뉴스
- http://www.hansannews.com/news/articleView.html?idxno=43330 한국문학 해변 시화전 25일 수륙터서 개막
- http://m.hkmd.kr/bbs/board.php?bo_table=B06&wr_id=988%5B깨진+링크()%5D+과거+내용+찾기%5D)%5D [詩가 있는 아침] 염소 - 최외득 시인
- http://www.idjnews.kr/news/articleView.html?idxno=15507 당진시협 『눈뜨는 손가락』 제6 사화집 발간
- http://www.ehredu.co.kr/news/news_content.asp?cate=free&front=true&idx=44211&page=50&search=title&searchstring=%5B깨진+링크()%5D+과거+내용+찾기%5D)%5D 한국공무원연맹 3기 출범
- http://www.nbs.or.kr/news/articleView.html?idxno=8163 보관됨 2015-02-07 - 웨이백 머신 한국노동방송
- http://www.labortoday.co.kr/news/articleView.html?idxno=75720 한국노총 공무원노조연맹 출범공직사회 현안에 한국노총 목소리 커질 듯